# Fato incontroverso
Fatos incontroversos
Fatos incontroversos são aqueles aceitos expressa ou tacitamente pela parte contrária, mencionado no artigo 302 do antigo Código de Processo Civil (1973) brasileiro, in verbis:
Artigo 302. Cabe também ao réu manifestar-se precisamente sobre os fatos narrados na petição inicial. Presumem-se verdadeiros os fatos não impugnados, salvo:
I - se não for admissível, a seu respeito, a confissão;
II - se a petição inicial não estiver acompanhada do instrumento público que a lei considerar da substância do ato;
III - se estiverem em contradição com a defesa, considerada em seu conjunto.
Em Resumo: FATO INCONTROVERSO - é aquele em que não houve defesa, impugnação específica, não há defesa genérica.[carece de fontes?]
Dentro do processo penal encontramos a matéria sobre provas, neste contexto existem fatos que independem de provas tais como os:
-fatos axiomáticos: fatos intuitivos e evidentes. ex: um cadáver putrefato dispensa prova de que a pessoa está morta;
-fatos notórios: de conhecimento geral. ex: dispensa-se prova de que o dia possui 24 horas;
-fatos presumidos: em determinadas situações a lei presume a veracidade de determinados fatos. A presunção pode ser de duas espécies: absoluta - ex: inimputabilidade do menor de 18 anos - e relativa - ex: certidões emitidas pelos serventuários da justiça possuem fé pública, mas admitem prova em contrário.
Lembramos que os fatos incontroversos não se encontram neste rol, desta feita devem ser provados, pois no processo penal a confissão isolada não é prova suficiente para condenação. (CPP, arts. 158 e 197).